# Léon Vanderstuyft

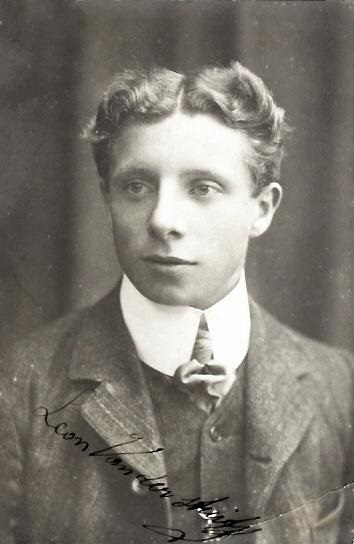
Léon Vanderstuyft

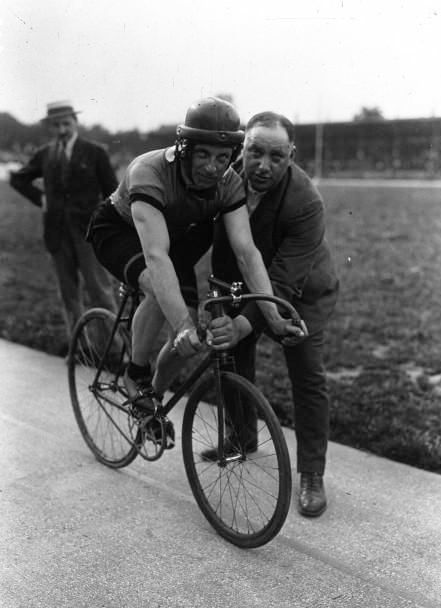
Vanderstuyft in 1923

Mauricius Carolus Leo (Léon) Vanderstuyft (Ieper, 5 mei 1890 - Parijs, 26 februari 1964) was een Belgisch wielrenner en wereldkampioen op de weg.

## Levensloop
Léon Vanderstuyft kwam uit een wielrennersgezin. Zijn vader Frederik (Fritz) werd in 1899 derde op het Belgisch wegkampioenschap en zijn zeven jaar oudere broer Arthur won die titel in 1903.
In 1908 haalde Léon Vanderstuyft brons bij het stayeren voor liefhebbers (halve fonds) op het wereldkampioenschap baanwielrennen in Leipzig-Lindenau. Twee jaar later werd hij tweede bij de elite in Brussel. Na de Eerste Wereldoorlog kroonde hij zich in 1922 tot wereldkampioen in Parijs, waarmee hij als eerste Belg de regenboogtrui mocht aantrekken. Nochtans werd hij tijdens zijn lange carrière niet eenmaal Belgisch kampioen derny; zesmaal eindigde hij tweede na Victor Linart.
In 1915 raakte Vanderstuyft gewond op de wielerbaan Zeeburg in Amsterdam. In een tweekamp bracht zijn opponent Jan van Gendt hem op volle snelheid ten val met een slag, waarna Vanderstuyfts gangmaker, Heinrich Wronker, de achtervolging inzette op Van Gendt en hem van de baan probeerde te rijden.
Bijzondere bekendheid kreeg Vanderstuyft door zijn aanval op het werelduurrecord achter moto libre (zware gangmaakmotoren uitgerust met geïmproviseerde windschermen). De strijd, buiten de UCI-regels om, speelde zich af op de Autodroom van Montlhéry bij Parijs. Tweemaal vestigde Vanderstuyft een recordtijd die enkele weken later werd verbroken door de Fransman Jean Brunier (1924-25). Op 29 september 1928 haalde Vanderstuyft definitief de bovenhand. De afstand van 122,771 km die hij in een uur aflegde op een gele Opel-fiets, de zogenaamde ZR III, is nadien niet meer verbeterd. Alexis Blanc-Garin hield het in 1933 geen uur vol en latere recordbrekers gingen zich toeleggen op topsnelheden.
Na zijn wielercarrière werd Léon Vanderstuyft zelf gangmaker. Hij leidde de Brit Joe Bunker naar een derde plaats op het wereldkampioenschap baanwielrennen van 1954.

## Publicatie
- Le cyclisme sur piste demi-fond (= Tous les sports par des champions, nr. 22), 1929 (met André Ravaud)